# Народный альянс (Сан-Марино)
Народный альянс (итал. Alleanza Popolare, AP) — либерально-центристская политическая партия в Сан-Марино. Партия сформировала коалицию с Союзом за республику на выборах в 2016 году, и после их успеха на выборах обе партии создали новую партию «Республика будущего».

## История
Народный альянс был основан как анти-истеблишментская партия в 1993 году, параллельно с подъёмом Лиги Севера. Партия стала стабильной политической силой в Сан-Марино, участвуя в правительственных коалициях с центристской Сан-Маринской христианско-демократической партией, а также с левоцентристской Партией социалистов и демократов с 2002 года.
На всеобщих выборах 2006 года партия получила 12,1 % голосов и 7 из 60 мест в Генеральном совете, что сделало её третьей по величине партией страны. В 2008 году после распада правящей коалиции, из-за растущих столкновений между Народным альянсом и Объединёнными левыми, в рамках новой избирательной системы партия решила присоединиться к центристской Христианско-демократической партией для коалиции на всеобщих выборах 2008 года, набрав 11,5 % голосов и 7 мест из 35 набранных коалицией и 11,52 % национальных голосов. Ассунта Мелони стала одним из двух совместных капитанов-регентов Сан-Марино.
После политического кризиса 2011 года руководство Народного альянса подтвердило свой союз с центристской СМХДП, создав новую партию «Всебощее благо Сан-Марино», которая победила на всеобщих выборах 2012 года.
На всеобщих выборах 2016 года Народный альянс разорвал свой союз с СМХДП и сформировала будущий Республиканский избирательный список с Союзом за республику. Этот список получил одиннадцать мест во втором туре выборов.
24 февраля 2017 года Народный альянс и Союз за республики официально объединились и образовали новую политическую партию «Республика будущего».